# Buch-Geiseldorf
Buch-Geiseldorf est une ancienne commune autrichienne du district de Hartberg en Styrie. Le 1er janvier 2013 les communes de Buch-Geiseldorf et Sankt Magdalena am Lemberg fusionnèrent pour former la commune de Buch-St. Magdalena.